# Eduard Smilovici
Eduard Smilovici (n. 2 decembrie 1921-d. 24 mai 1979), cunoscut în Israel ca Edmond Schmilovich, a fost un fotbalist româno-israelian. 